# Ladice
Ladice – wieś (obec) na Słowacji, w kraju nitrzańskim, w powiecie Zlaté Moravce. Wieś położona jest w dolinie strumienia Drvenica u podnóży Gór Szczawnickich.